# Haus al-Falahi
Das Haus al-Falahi ist ein Stamm, welcher zum Stammesbündnis Bani Yas gehört. Die derzeitige herrschende Familie Al Nahyan des Emirats Abu Dhabi hat ihre Wurzeln in diesem Stamm. Eine verwandtschaftliche Verbindung besteht zum Haus al-Falasi, welches die Abzweigung bildet, aus der die derzeitige herrschende Familie Al Maktum des Emirats Dubai stammt.